# Deutsche Soziale Partei
Die Deutsche Soziale Partei (DSP) war eine deutsche Kleinpartei, die ausschließlich in Niedersachsen aktiv war.
Die DSP wurde als Abspaltung des Bundes der Heimatvertriebenen und Entrechteten (BHE) zuerst unter dem Namen Deutsche Soziale Partei – Unabhängiger BHE am 10. November 1950 durch Freunde des ehemaligen niedersächsischen CDU-Landwirtschaftsministers Günther Gereke gegründet. Gereke, der 1947 für die CDU in den Landtag gewählt worden war und 1950 kurz der BHE-Fraktion angehörte, trat im Januar 1951 der DSP bei. 
Bei der Landtagswahl in Niedersachsen 1951 erreichte die Partei 25.546 Stimmen, entsprechend einem Stimmenanteil von 0,8 %, und einen Sitz für Gereke. Wahlkampforganisator war der ehemalige SA-Führer Walther Stennes. Gereke hatte den Sitz bis zum 26. Februar 1952 inne und siedelte im selben Jahr in die DDR über. Nachrücker war Adolf Stobbe. Stobbe verließ am 10. August die FdU (Fraktion der Unabhängigen) und trat später der SPD bei.